# 小伊爾吉兹河
小伊爾吉兹河是俄羅斯的河流，流經薩馬拉州和薩拉托夫州，屬於伏爾加河的左支流，最終注入薩拉托夫水庫，河道全長235公里，流域面積3,900平方公里，河水主要來自融雪，在每年11月開始結冰，直至翌年4月。
52°11′53″N 48°30′32″E / 52.19806°N 48.50889°E